# Thaphabath
Thaphabath (tiếng Lào: ທ່າພະບາດ) là một huyện (muang, mường) thuộc tỉnh Bolikhamsai ở trung Lào .